# 戀愛心情的重疊方式
《戀愛心情的重疊方式》是ensemble在2015年11月27日發售的戀愛冒險類型成人遊戲。2016年6月24日發售Fan disc《戀愛心情的重疊方式 ～不斷重疊的思念～》（恋する気持ちのかさねかた ～かさねた想いをずっと～）。

## 故事簡介
清櫻學園的理事長皇城凜將要與白羽學園的理事長柊美紀結婚，同時兩校也要在隔年春天合併。凜知道在兩校合併的過程中一定會有學生感到憂慮，因此要弟弟皇城蓮與學生會長月島沙織幫忙解決兩校學生的煩惱。

## 登場角色

### 主要角色
皇城蓮
作品男主角，清櫻學園二年級生，大企業皇城集團的社長皇城凜的弟弟。
月島沙織（聲：あじ秋刀魚）
清櫻學園二年級女學生與學生會長，大企業月島集團的獨生女。容姿端麗、成績優秀，在校內十分受歡迎。實際有著怕麻煩的一面，四下無人時經常看漫畫及吃零食。
柊美櫻（聲：藤森ゆき奈）
白羽學園二年級女學生，理事長柊美紀的妹妹。責任感強烈且個性認真，但並非難相處的人。對自己的學校將要跟別校合併這件事感到困惑。
鳴海朱子（聲：有栖川みや美）
白羽學園二年級女學生，沙灘排球隊的隊長，與美櫻是好朋友。性格直爽。
久遠寺日和（聲：羽鳥いち）
白羽學園一年級女學生，綜合商社久遠寺商事社長的女兒，目前在白羽學園的食堂打工。喜歡研究咖啡，未來的夢想是成為咖啡師。
鏑木由希江（聲：秋野花）
白羽學園三年級女學生與學生會長，住在皇城家對面。喜歡對蓮惡作劇。
皇城一花（聲：白月かなめ）
蓮沒有血緣關係的妹妹，清櫻學園一年級生。個性冷靜、家事萬能，在學校是優等生。

### 其他角色
皇城凜（聲：深川綠）
蓮的哥哥，皇城集團的社長，也是清櫻學園的理事長。隔年春天將要與柊美紀結婚。
柊美紀（聲：遠見はるか）
美櫻的姐姐，白羽學園的理事長，溺愛妹妹美櫻。

## 主題曲
戀愛心情的重疊方式
片頭曲
作詞、主唱：Duca，作曲、編曲：chokix
個人線片頭曲
作詞、主唱：Duca，作曲、編曲：chokix
片尾曲「eternal」
作詞、主唱：Duca，作曲、編曲：Nekusam
戀愛心情的重疊方式 ～不斷重疊的思念～
片頭曲
作詞、主唱：Duca，作曲、編曲：Nekusam
片尾曲
作詞、主唱：Duca，作曲、編曲：chokix

## 評價
戀愛心情的重疊方式在Getchu.com舉辦的美少女遊戲大賞2015中獲得繪圖部門第5名。於2015年度「萌系遊戲大賞」年間排名獲得第39名。

## 外部連結
- 戀愛心情的重疊方式遊戲官網 （页面存档备份，存于）（日語）
- 戀愛心情的重疊方式 ～不斷重疊的思念～遊戲官網 （页面存档备份，存于）（日語）